# بولي آدامز
بولي آدامز (بالإنجليزية: Polly Adams)‏ هي ممثلة بريطانية، ولدت في 27 أغسطس 1939 بتشيتشستر في المملكة المتحدة.

## أعمال

### أفلام
- (1998) شهرة[3]
- (2003) آب تاون جيرلز[4][5][6]

## وصلات خارجية
- بولي آدامز على موقع IMDb (الإنجليزية)
- بولي آدامز على موقع أول موفي (الإنجليزية)
- بولي آدامز على موقع قاعدة بيانات برودواي على الإنترنت (الإنجليزية)
- بولي آدامز على موقع قاعدة بيانات الأفلام السويدية (السويدية)
- بولي آدامز على موقع قاعدة بيانات الفيلم (الإنجليزية)
- بولي آدامز على موقع كينوبويسك (الروسية)